# École nationale de la météorologie
Pour les articles homonymes, voir ENM.
L'École nationale de la météorologie (ENM) est l'une des 204 écoles d'ingénieurs françaises accréditées au 1er septembre 2020 à délivrer un diplôme d'ingénieur.
Placée sous la tutelle du ministère de l'Écologie, du Développement durable et de l'Énergie, elle assure entre autres, au niveau national, la formation initiale et continue de l'ensemble du personnel fonctionnaire de Météo-France, service météorologique national français. Elle forme également à la météorologie les spécialistes en météorologie des Forces armées (armée, aviation et marine françaises), et des ingénieurs non fonctionnaires. Depuis 2009, l'ENM est rattachée à l'Institut national polytechnique de Toulouse. Elle possède son propre campus et dispose également d'une antenne au sein du campus de l'École nationale de l'aviation civile pour l'étude de la météorologie aéronautique.

## Histoire
- 1922 : création de l'École de la météorologie[1] ;
- 1948 : installation au Fort de Saint-Cyr[8] et Paris, service dépendant de l’Établissement d’études et de recherches météorologiques de la Météorologie nationale[1] ;
- 1969 : l’École de la météorologie devient l’École nationale de la météorologie (ENM), placée sous l’autorité directe du directeur de la Météorologie nationale[9] ;
- 1982 : transfert de l'ENM à Toulouse, sur le site de la Météopole[1] ;
- 2002 : le corps des ingénieurs de la météorologie fusionne avec celui des ingénieurs des ponts et chaussées, qui deviendra à son tour en 2009 le nouveau corps des ingénieurs des ponts, des eaux et des forêts (IPEF)
- 2009 : rattachement de l'ENM à l'Institut national polytechnique de Toulouse.

## Fonctionnement

### Direction
Philippe Dandin est le directeur de l'École nationale de la météorologie depuis septembre 2021. Les anciens directeurs de l'école comptent parmi eux :
- Daniel Rousseau de 1985 à 1997[11];
- Jean-Pierre Chalon de 1997 à 2004[12];
- Jean-Pierre Bourdette de 2004 à 2005[13];
- François Lalaurette de 2005 à 2013[14];
- Jean-Marc Bonnet de 2013 à 2019[15];
- Didier Reboux de 2019 à 2021[16].

## Formation

### Ingénieur des travaux de la météorologie
Les ingénieurs des travaux de la météorologie suivent une formation de 3 ans en météorologie et climatologie. Ils acquièrent des connaissances scientifiques et techniques en physique de l’atmosphère, mathématiques, statistiques, informatique, calcul scientifique, modélisation, prévision du temps, climatologie et sciences de l'ingénieur. Deux statuts de recrutement existent, un statut civil et un statut fonctionnaire. Les ingénieurs civils ont vocation à exercer leurs fonctions partout dans la société. Les élèves-ingénieurs fonctionnaires rejoignent, dès leur entrée à l'ENM, le corps des ingénieurs des travaux de la météorologie, et ont vocation à exercer leurs fonctions au sein de Météo-France à l'issue de leur formation.
Huit modes de recrutement existent :
- sur concours des filières BCPST, MP, PC, PSI des classes préparatoires scientifiques à partir des épreuves écrites du concours commun Mines-Ponts, puis des épreuves orales du concours Mines-Télécom depuis 2021[19] (TPE-EIVP avant 2021[20]) pour les filières MP, PC et PSI et les épreuves du concours G2E pour la filière BCPST ;
- sur concours externe spécial, pour les titulaires d'une première année de master scientifique validée ou d'un diplôme supérieur, avec entrée en deuxième année de formation à l'ENM ;
- sur concours externe spécial sur titres, pour les titulaires d'un diplôme conférant grade de master ou supérieur, avec une scolarité adaptée à l'ENM ;
- sur concours interne, pour les fonctionnaires ayant plus de 3 ans d'ancienneté ;
- sur examen professionnel réservé aux techniciens supérieurs de la météorologie, ou aux techniciens supérieurs des études et de l'exploitation de l'aviation civile ;
- à l'issue de la prépa des INP ;
- sur titre pour les titulaires d'une première année de master scientifique validée ou d'un diplôme supérieur, avec entrée en deuxième année de formation à l'ENM ;
- sur titre en tant que travailleur en situation de handicap, pour les titulaires d'un diplôme conférant grade de licence ou d'un diplôme supérieur.

### Technicien supérieur de la météorologie
Les techniciens supérieurs de la météorologie suivent une formation de 2 ans en météorologie et climatologie. Il existe deux filières : exploitation (TSE) et instruments et installations (TSI). Dans la filière exploitation, les élèves-techniciens sont formés à l'analyse, la conception et la réalisation d'études et de services météorologiques et climatiques, mais également administrer, analyser, traiter et valoriser de grandes bases de données météorologiques. Dans la filière instrumentation, les élèves-techniciens sont formés à la préparation, à l'installation et au déploiement des capteurs, systèmes et réseaux d'observation météorologiques, mais également à l'analyse et au traitement de données météorologiques. Les élèves-techniciens recrutés sous statut fonctionnaire rejoignent dès leur entrée à l'ENM le corps des techniciens supérieurs de la météorologie, et ont vocation à exercer leurs fonctions au sein de Météo-France à l'issue de leur formation.
Trois modes de recrutement existent :
- sur concours externe, pour les titulaires d'un baccalauréat scientifique pour la filière exploitation, et pour les titulaires d'un baccalauréat scientifique ou  technologique (filières STI2D ou STL) ;
- sur concours interne, pour les fonctionnaires ayant plus de 4 ans d'ancienneté ;
- sur titre en tant que travailleur en situation de handicap, pour les titulaires d'un baccalauréat scientifique ou d'un diplôme supérieur.

### Technicien des métiers de la météorologie
Ce diplôme, conforme aux exigences de l'Organisation météorologique mondiale, est attribué à l'issue d'un cursus de 18 mois suivi par des stagiaires envoyés par leur employeur, que ce soient les Forces armées ou des services nationaux météorologiques étrangers. Il requiert un baccalauréat scientifique (France).

### Master et mastères spécialisés
L'ENM co-habilite, en partenariat avec l'université Toulouse III - Paul Sabatier, le master Sciences de l’océan, de l’atmosphère et du climat (SOAC) anciennement intitulé Océan, atmosphère et surfaces continentales (OASC). L'école accueille une partie des cours de première année de scolarité. La scolarité de deuxième année est constituée de trois parcours, dont les parcours suivants ont leurs cours du premier semestre dispensés à l'ENM :
- Dynamique du climat (DC) ;
- Études environnementales (EE).

L'école co-organise le mastère spécialisé Gestion du développement durable et du changement climatique en partenariat avec TBS Education et l'École nationale supérieure agronomique de Toulouse, sans que les cours soient dispensés à l'ENM.

## Anciennes formations

### Ingénieur de la météorologie
L'école a formé, jusqu'en 2002, les ingénieurs de la météorologie (IM),,, corps technique d'encadrement supérieur de l'État, qui a fusionné en 2002 avec le corps des ingénieurs des ponts et chaussées, ce dernier fusionnant à son tour en 2009 avec le corps des ingénieurs du génie rural, des eaux et des forêts pour former le corps des ingénieurs des ponts, des eaux et des forêts (IPEF). Depuis 2002, la formation des ingénieurs de ces corps héritiers est assurée par l'École nationale des ponts et chaussées, puis depuis 2009, conjointement par cette dernière et AgroParisTech. En 2002, lors de la première fusion des corps, près de 200 ingénieurs de la météorologie étaient en service actif.
Le cursus des ingénieurs élèves de la météorologie, d'une durée de 2 ans, était alors ouvert comme parcours de spécialisation de 4ème année de l'École polytechnique, mais également à destination des élèves diplômés des écoles normales supérieures (section sciences) et d'AgroParisTech (ancien Institut national agronomique Paris-Grignon).

### Mastères spécialisés
L'école proposait anciennement le mastère spécialisé Éco-ingénierie (MSEI), qui n'est plus co-accrédité par l'ENM d'après le syllabus mis à jour en 2021.

## Personnalités liées

### Anciens élèves diplômés
Parmi les anciens élèves de l'école, on compte plusieurs présentateurs météo pour la radio : Jacques Kessler de 1979 à 2013, Joël Collado de 1994 à 2015, Élodie Callac depuis 2013 pour les antennes de France Inter et France Info. Plusieurs anciens élèves sont présentateurs météo pour la télévision : Louis Bodin depuis 2010 et Ange Noiret depuis 2023 sur TF1.
Plusieurs anciens élèves occupent ou ont occupé des fonctions exécutives dans des organismes européens ou mondiaux en météorologie. Au sein du Centre européen pour les prévisions météorologiques à moyen terme, Michel Jarraud, chercheur en prévision numérique du temps, a été directeur adjoint de 1990 à 1994. Florence Rabier, chercheuse en assimilation de données, est la directrice générale depuis 2016.
Au sein du conseil exécutif de l'Organisation Météorologique Mondiale, agence de l'Organisation des Nations unies, Michel Jarraud a été Secrétaire général adjoint de 1995 à 2003, Secrétaire général de 2004 à 2015 et Secrétaire général émérite depuis 2016. Daouda Konaté est 1er vice-président depuis 2023.
Plusieurs diplômés ont également eu des engagements politiques ou syndicaux dont Anicet Le Pors, ministre délégué auprès du Premier Ministre chargé de la Fonction publique de 1981 à 1983 ou Yves Veyrier, secrétaire général du syndicat Force ouvrière de 2018 à 2022.

## Classements
Classement national  DAUR : Data Analysis for University Rankings
Plateforme d’orientation comparative pour l’éducation supérieure en France basée sur des critères pertinents.
| Année | Rang DAUR |
| ----- | --------- |
| 2019  | 13        |
| 2020  | 31        |
| 2021  | 40        |

## Vie étudiante
La vie associative de l’ENM s’organise sous la supervision du bureau des élèves, le « burô », du bar, le « BarRage », et de nombreux clubs. La plupart de ces différents acteurs sont basés dans le foyer de l’école, espace réservé aux étudiants.

## Anciens logos

Logo en 2022
Logo depuis 2024